# Episodi di Squadra Med - Il coraggio delle donne (terza stagione)
La terza stagione della serie televisiva Squadra Med - Il coraggio delle donne è andata in onda negli Stati Uniti durante la stagione 2002-2003 sul canale Lifetime.
In Italia è stata trasmessa tra 13 giugno e 11 luglio 2003.
| nº | Titolo originale            | Titolo italiano          | Prima TV USA | Prima TV Italia |
| -- | --------------------------- | ------------------------ | ------------ | --------------- |
| 1  | Positive                    | Positivo                 |              | 13 giugno 2003  |
| 2  | Outcomes                    | Tentativi                |              |                 |
| 3  | Stages                      | Abbandonata              |              |                 |
| 4  | Heartbeat                   | Batticuore               |              |                 |
| 5  | Compassionate Release       | Senza pregiudizi         |              |                 |
| 6  | Discharged                  | Dimissioni               |              |                 |
| 7  | Admissions                  | La nuova dottoressa      |              |                 |
| 8  | Contraindications           | Controindicazioni        |              |                 |
| 9  | Family History              | La scommessa             |              |                 |
| 10 | House Calls                 | Intuizioni               |              |                 |
| 11 | Flesh and Blood             | Intuizioni               |              |                 |
| 12 | Blush                       | Arrossire                |              |                 |
| 13 | Deterioration               | Contaminazioni           |              |                 |
| 14 | Poison                      | Veleno                   |              |                 |
| 15 | The Philadelphia Chromosome | Il primo dell'anno       |              |                 |
| 16 | PMS, Lies and Red Tape      | Il coraggio della verità |              |                 |
| 17 | Orders                      | Ordini superiori         |              |                 |
| 18 | Blocked Lines               | Linea interrotta         |              |                 |
| 19 | Intensive Care              | Cura intensiva           |              |                 |
| 20 | Addicted to Love            | Dedicato all'amore       |              |                 |
| 21 | Degeneration                | L'attesa                 |              |                 |
| 22 | Risk                        | Paura di vivere          |              | 11 luglio 2003  |